# Championnats de France de biathlon 2024
Navigation
Édition précédente Édition suivante
Les Championnats de France de biathlon 2024 sont la 22e édition hivernale des Championnats de France de biathlon. Organisés par la Fédération française de ski, ils se déroulent les 22 et 23 mars 2024. Les championnats sont divisés en plusieurs catégories d'âge. La catégorie la plus jeune est la U17, suivie des U19 et U22 puis les seniors. La station de Méribel est choisie pour accueillir ces championnats de France après les avoir déjà organisés en 2019. Émilien Jacquelin est sacré champion de France pour la première fois chez les hommes et chez les dames, c'est Sophie Chauveau qui décroche son premier titre. Par ailleurs, des championnats de France de biathlon d'été se déroulent en septembre et octobre dans le cadre du Biathlon Summer Tour  de la Coupe de France.

## Calendrier
La journée du samedi est dédiée aux relais. Les équipes alignées en relais comprennent des biathlètes des différentes catégories d'âge (U17 + U19 + U22/senior).
| Date             | Date   | Evènement                                | Catégorie       |
| ---------------- | ------ | ---------------------------------------- | --------------- |
| Vendredi 22 Mars | 10h 15 | Mass-Start 6km femmes                    | U17             |
| Vendredi 22 Mars | 10h 45 | Mass-Start 8km hommes                    | U17             |
| Vendredi 22 Mars | 12h 45 | Mass-Start 10km femmes                   | U19/U22/Séniors |
| Vendredi 22 Mars | 14h 45 | Mass-Start 12,5km hommes                 | U19/U22/Séniors |
| Samedi 23 Mars   | 9h 30  | Relais par comités 1x4km et 2x5km femmes |                 |
| Samedi 23 Mars   | 11h 10 | Relais par comités 1x5km et 2x6km hommes |                 |

## Résultats

### Catégorie U17
| Epreuve               | Vainqueur          | Deuxième          | Troisième    |
| --------------------- | ------------------ | ----------------- | ------------ |
| Mass-Start 8km hommes | Nans Mandelenat    | Augustin Remonnay | Victor Laine |
| Mass-Start 6km femmes | Jeanne Dautheville | Juliette Olivia   | Olivia Brun  |

### Catégorie U19
| Epreuve                  | Vainqueur              | Deuxième               | Troisième       |
| ------------------------ | ---------------------- | ---------------------- | --------------- |
| Mass-Start 12,5km hommes | Antonin Guy            | Léo Carlier            | Alexis Colomban |
| Mass-Start 10km femmes   | Voldiya Galmace-Paulin | Lou-Anne Dupont Ballet | Lola Bugeaud    |

### Catégorie U22
| Epreuve                  | Vainqueur      | Deuxième         | Troisième        |
| ------------------------ | -------------- | ---------------- | ---------------- |
| Mass-Start 10km femmes   | Jeanne Richard | Océane Michelon  | Lisa Siberchicot |
| Mass-Start 12,5km hommes | Mathieu Garcia | Valentin Lejeune | Antonin Guy      |

### Catégorie Séniors
| Epreuve                  | Vainqueur         | Deuxième       | Troisième         |
| ------------------------ | ----------------- | -------------- | ----------------- |
| Mass-Start 10km femmes   | Sophie Chauveau   | Julia Simon    | Lou Jeanmonnot    |
| Mass-Start 12,5km hommes | Émilien Jacquelin | Mathieu Garcia | Antonin Guigonnat |

### Résultats des relais
| Epreuve       | Vainqueur                                                             | Deuxième                                                              | Troisième                                                        |
| ------------- | --------------------------------------------------------------------- | --------------------------------------------------------------------- | ---------------------------------------------------------------- |
| Relais hommes | DAUPHINE 1 : Nans Mandelenat Antonin Guy Émilien Jacquelin            | VOSGES 1 : Marius Thiriat Guillaume Poirot Valentin Lejeune           | MONT BLANC 1 : Esteban Moreira Alexis Colomban Antonin Guigonnat |
| Relais femmes | MONT BLANC 2 : Maelle Achoui Lou-Anne Dupont Ballet Gilonne Guigonnat | MONT BLANC 1 : Juliette Olivia Voldiya Galmace-Paulin Sophie Chauveau | SAVOIE 1 : Rosalie Odile Themice Fontaine Julia Simon            |

## Tableau des médailles
| Rang  | Biathlète              | Or | Argent | Bronze | Ensemble |
| ----- | ---------------------- | -- | ------ | ------ | -------- |
| 1     | Émilien Jacquelin      | 2  |        |        | 2        |
| 2     | Nans Mandelenat        | 2  |        |        | 2        |
| 3     | Antonin Guy            | 2  |        | 1      | 3        |
| 4     | Sophie Chauveau        | 1  | 1      |        | 2        |
| 5     | Mathieu Garcia         | 1  | 1      |        | 2        |
| 6     | Lou-Anne Dupont Ballet | 1  | 1      |        | 2        |
| 7     | Jeanne Richard         | 1  |        |        | 1        |
| 8     | Julia Simon            |    | 1      | 1      | 2        |
| 9     | Juliette Olivia        |    | 2      |        | 2        |
| 10    | Océane Michelon        |    | 1      |        | 1        |
| Total | Total                  | 10 | 10     | 10     | 30       |